# Mauricio Rosas
Mauricio Juan Rosa Noni (Paso de los Toros, Uruguay, 4 de abril de 1986) es un exfutbolista uruguayo. Jugaba como volante o lateral izquierdo.
Fue un jugador con gran pie, muy creativo y con gran marca. sobre el final de su carrera jugó como carrilero por izquierda, pero su puesto habitual es volante por izquierda, también puede jugar en todo el mediocampo.

## Clubes
| Club                      | País    | Año       |
| ------------------------- | ------- | --------- |
| River Plate de Montevideo | Uruguay | 2007-2008 |
| Rampla Juniors            | Uruguay | 2008-2009 |
| Rentistas                 | Uruguay | 2010      |
| Deportes Antofagasta      | Chile   | 2011      |
| Unión Temuco              | Chile   | 2012      |
| Central Español           | Uruguay | 2013      |

## Palmarés

### Campeonatos nacionales
| Título           | Club                 | País    | Año       |
| ---------------- | -------------------- | ------- | --------- |
| Primera B        | Deportes Antofagasta | Chile   | 2011      |
| Segunda División | Rentistas            | Uruguay | 2010-2011 |